# Ćolić
Ćolić je priimek več znanih ljudi: 
- Marko Ćolić (1766—1844), avstrijski general
- Pavao Ćolić (1768—188), avstrijski podmaršal